# Bussy-Saint-Georges
Bussy-Saint-Georges este un oraș în Franța, în departamentul Seine-et-Marne, în regiunea Île-de-France. Este situat la unul dintre terminusurile liniei RER A și în apropierea stației de TGV Marne-la-Vallée și de Disneyland Resort Paris. Datorită accesului facil la mijloace de transport și a prețului redus al terenurilor, populația orașului s-a dublat între 1999 și 2006.